# Su-12 (航空機)
 Su-12 «RK» / Су-12 «РК»
- 用途：偵察機
- 製造者：
- 初飛行：1947年8月26日
- 生産数：1機

Su-12（スホーイ12、スホイ12；ロシア語:Су-12スー・ドヴィナーッツァチ）又は«RK»（«РК»エールカー）は、ソ連のスホーイ設計局で開発された試作偵察機。DoDが割り当てたコードネームはType 23。

## 概要
1943年11月、スホーイ設計局はFw 189に似た偵察機を開発した。当初はシュベツォフ M-62双発の3座機であったが採用されず、後にシュベツォフ ASh-82Mに換装して4座とした発展型の製造が認可された。
完成した試作機は1947年8月26日に初飛行したものの、エンジンの信頼性の低さからASh-82FNに換装し、テストでは良好な性能を示したので1949年9月には正式採用された。しかし、国内に当機を生産する工場がなかった為チェコスロバキアで生産する事が提案されたが、チェコスロバキア側が拒否した為生産は中止された。

## スペック
- 全長:11.92m
- 全幅:21.57m
- 全高:5.54m
- 翼面積:52.00m2
- 空虚重量:6,970kg
- 最大離陸重量:8,839kg
- 最大速度:530km/h
- エンジン:シュベツォフ ASh-82FN 空冷星型14気筒 1,850hp 2基
- 航続距離:1,140km
- 実用上昇限度:11,000m
- 上昇力:5,000mまで7.5分
- 武装:20mm機関砲 4門
- 乗員:4名